# Dupnica (skały)
Dupnica – grupa skał na porośniętym lasem wzniesieniu Dupnica po wschodniej stronie zabudowanego obszaru Ryczowa w województwie śląskim, w powiecie zawierciańskim, w gminie Ogrodzieniec. Należą do tzw. Ryczowskiego Mikroregionu Skałkowego na Wyżynie Częstochowskiej.
Jest to grupa kilku skał. Wielkością wyróżniają się cztery. Wszystkie są trudne do odszukania. Tylko jedna z nich od południowej strony jest odsłonięta (niewielka polana). Pozostałe znajdują się w lesie.

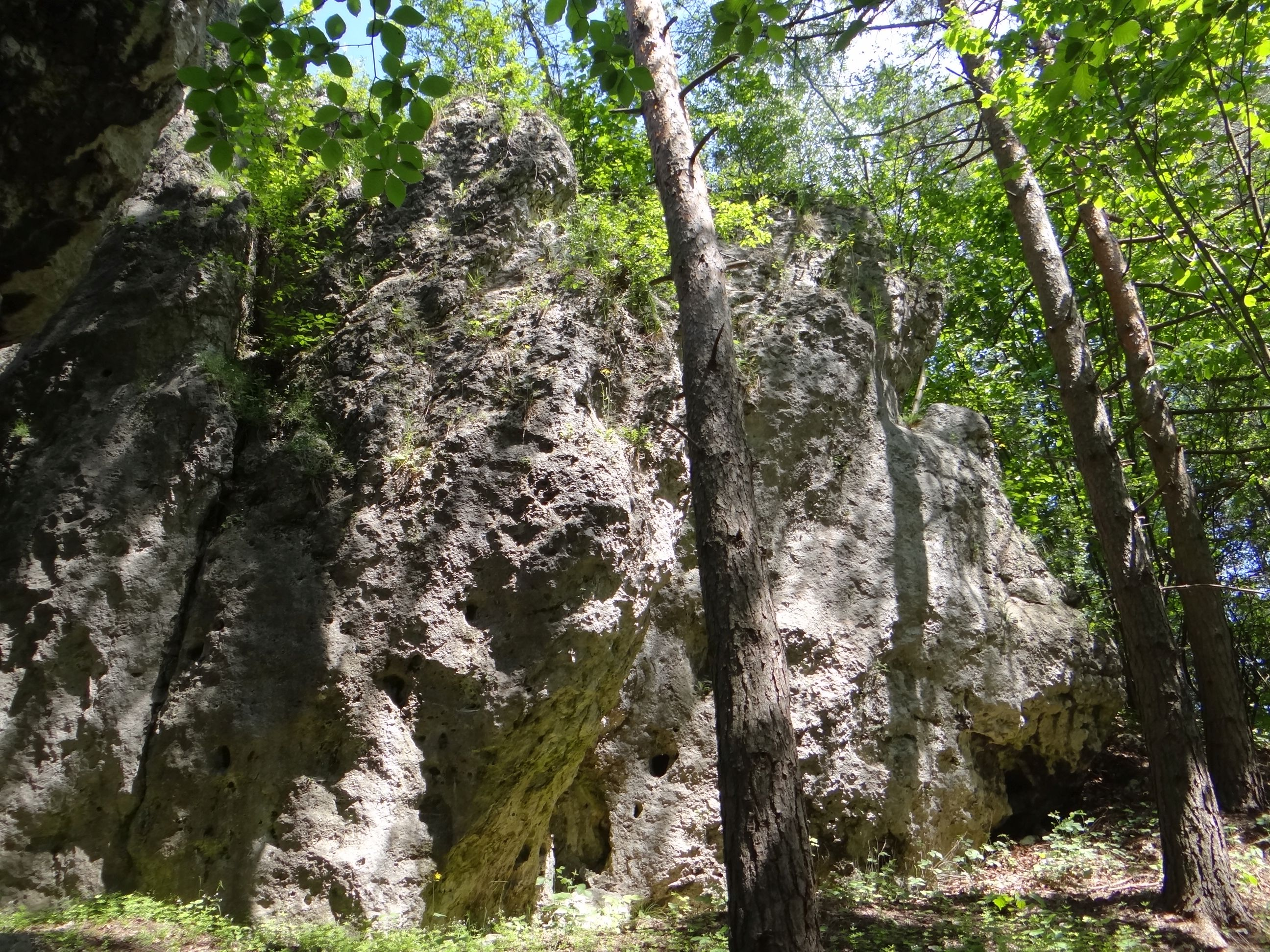
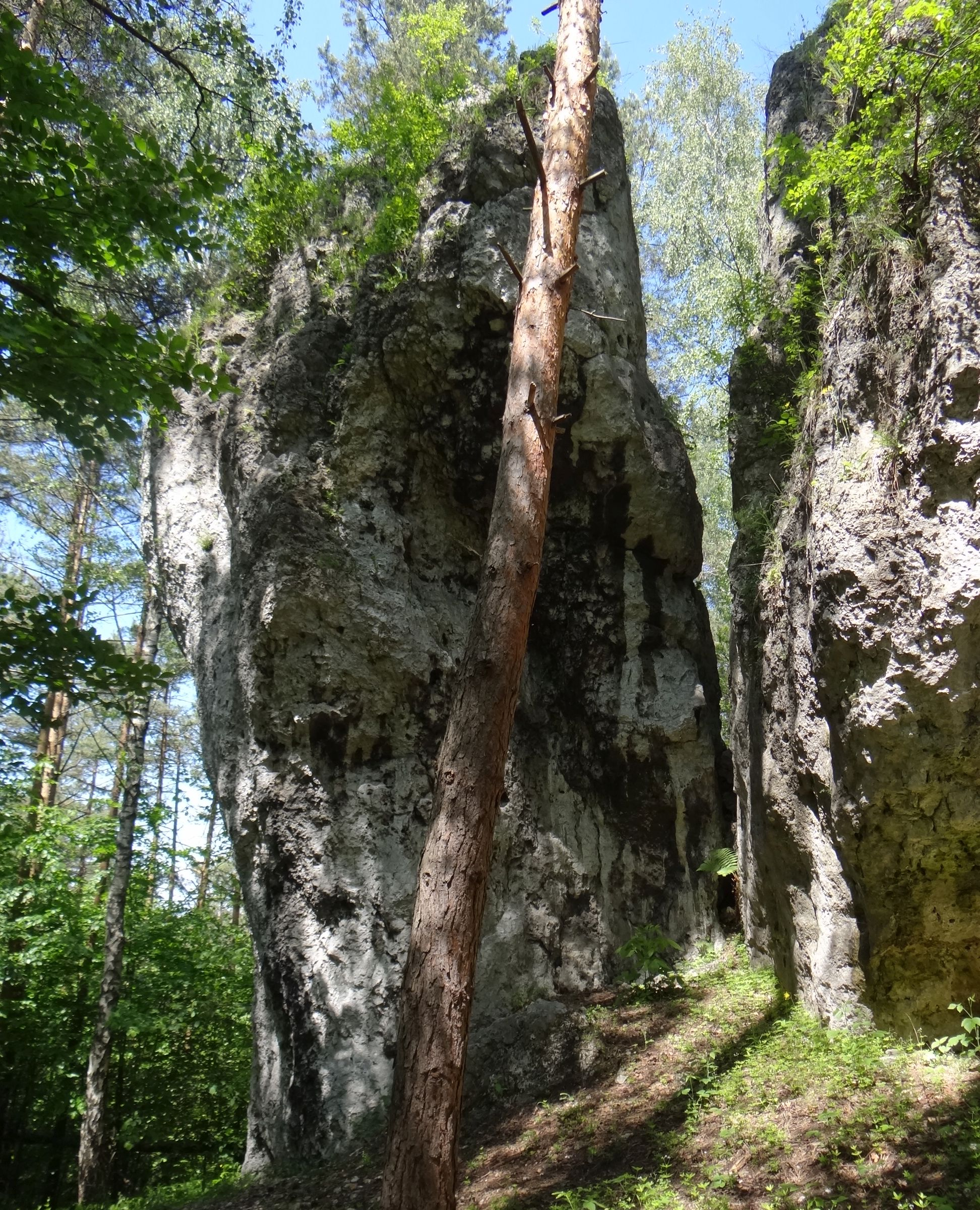
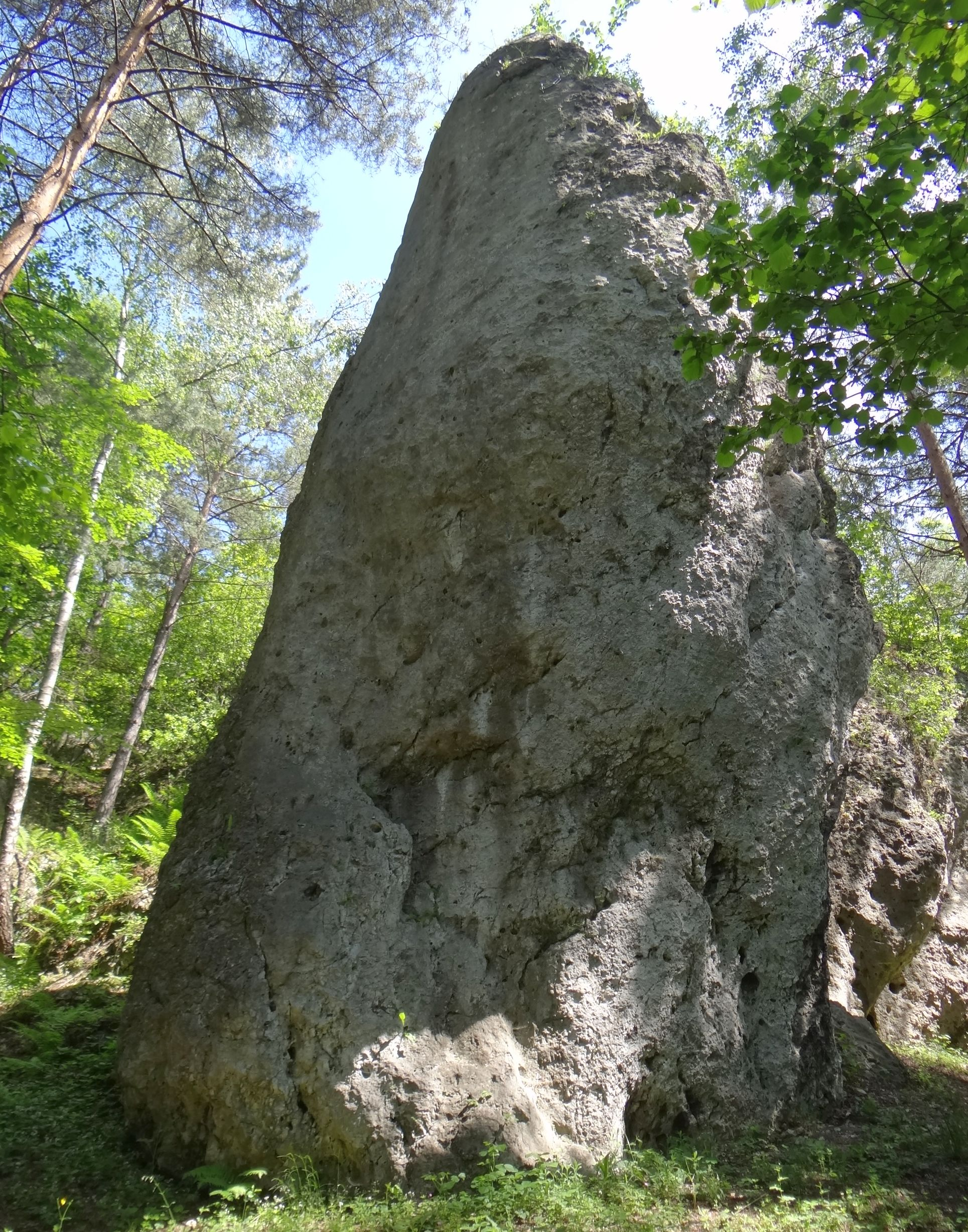
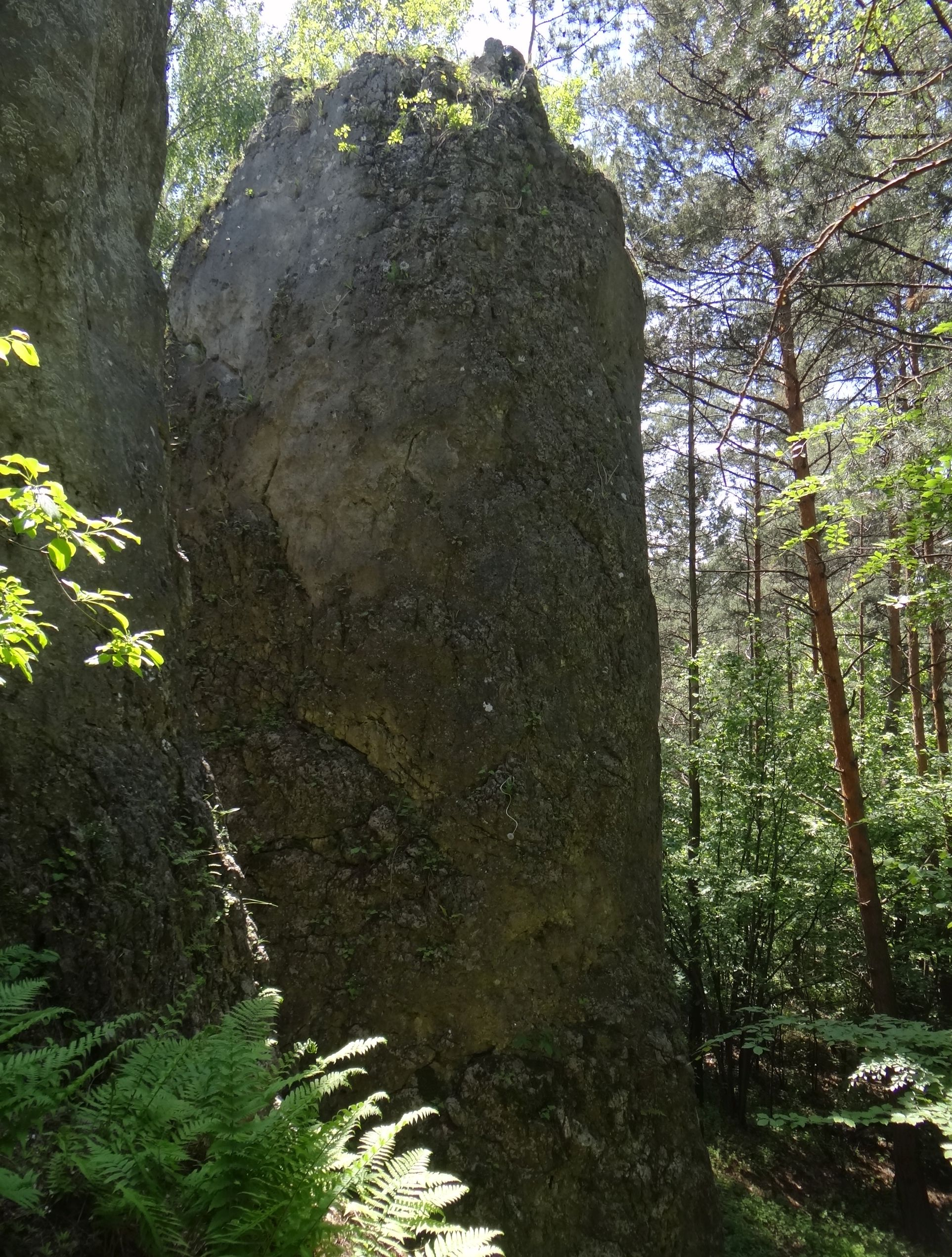
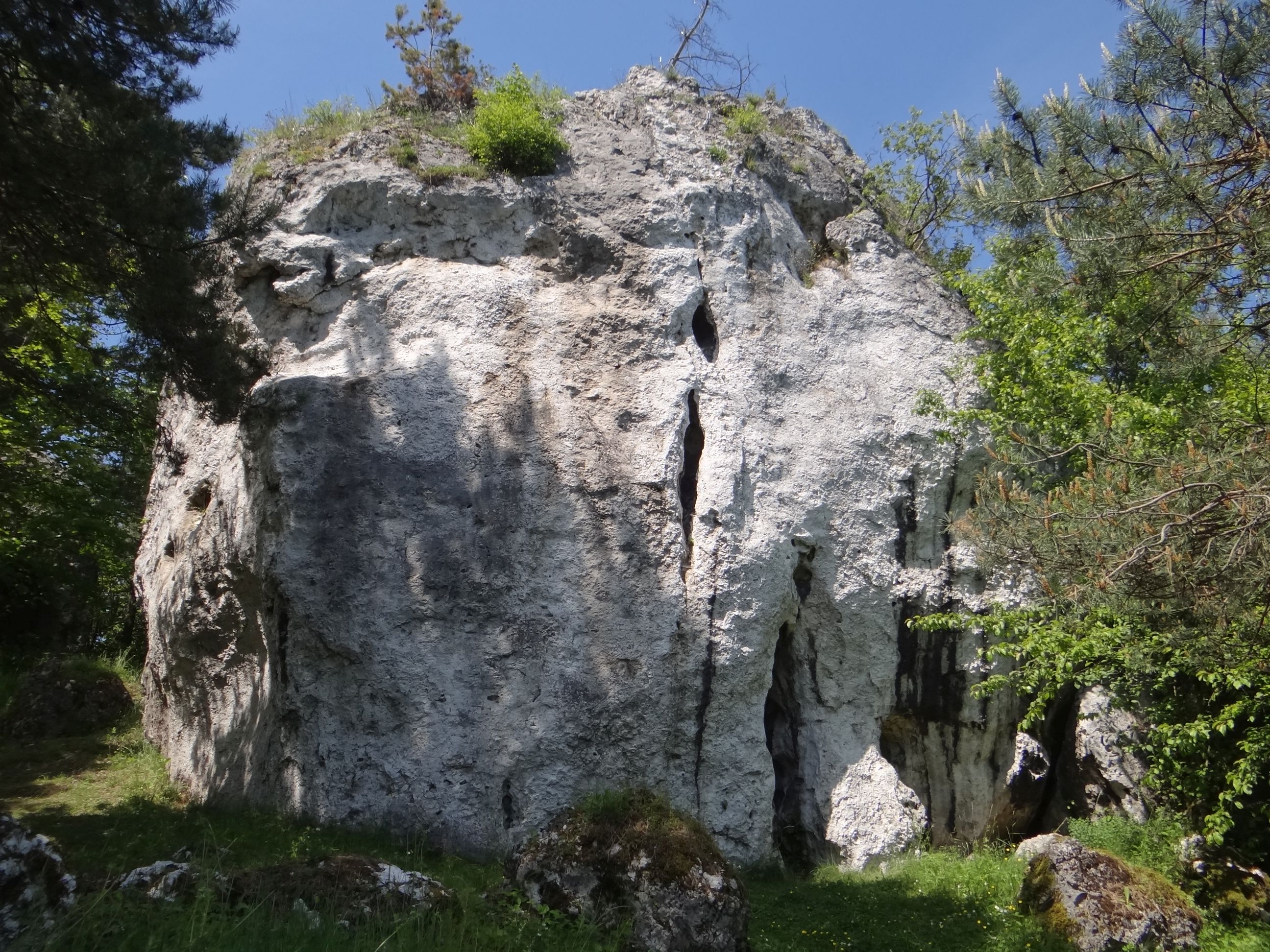
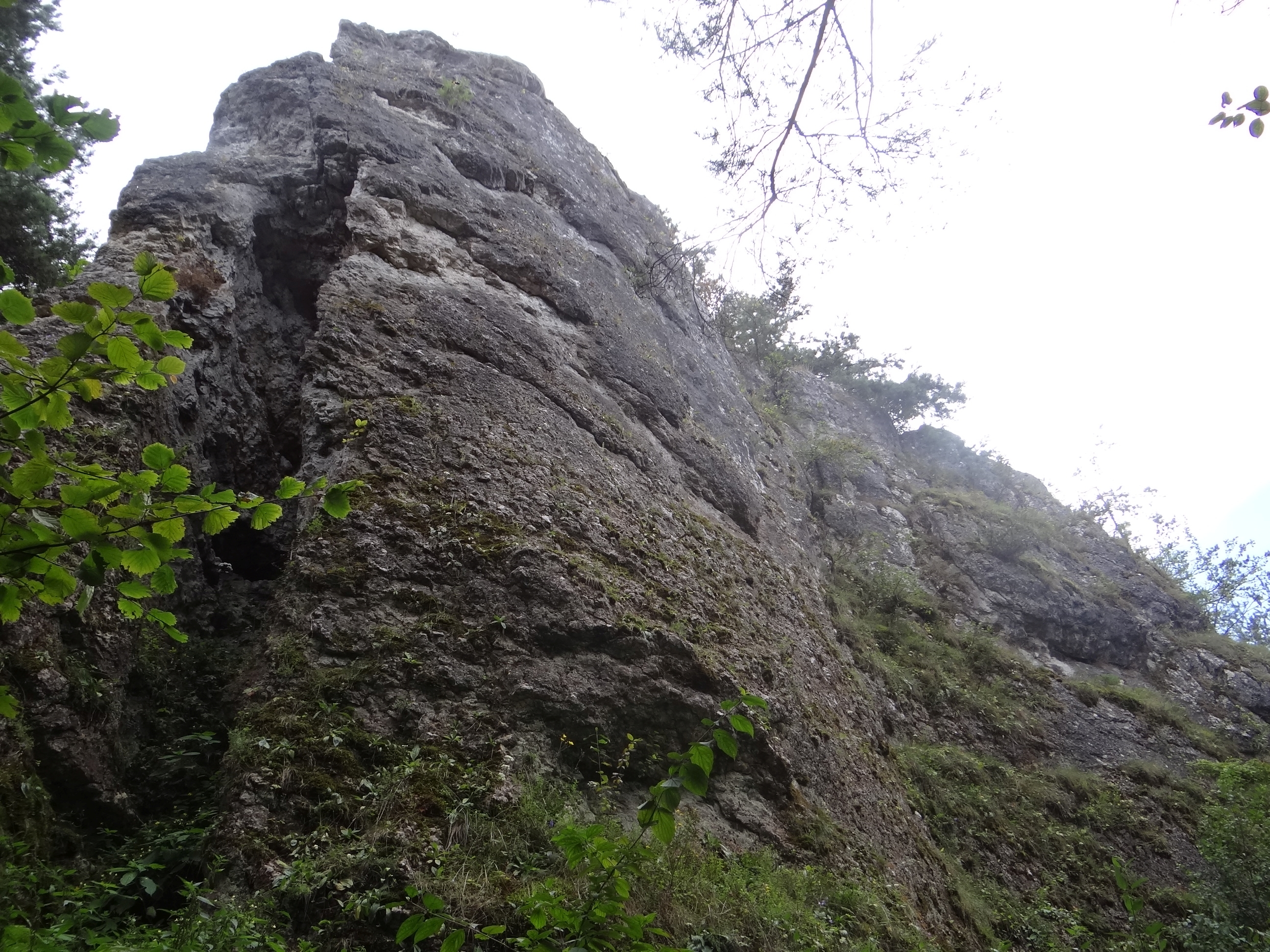
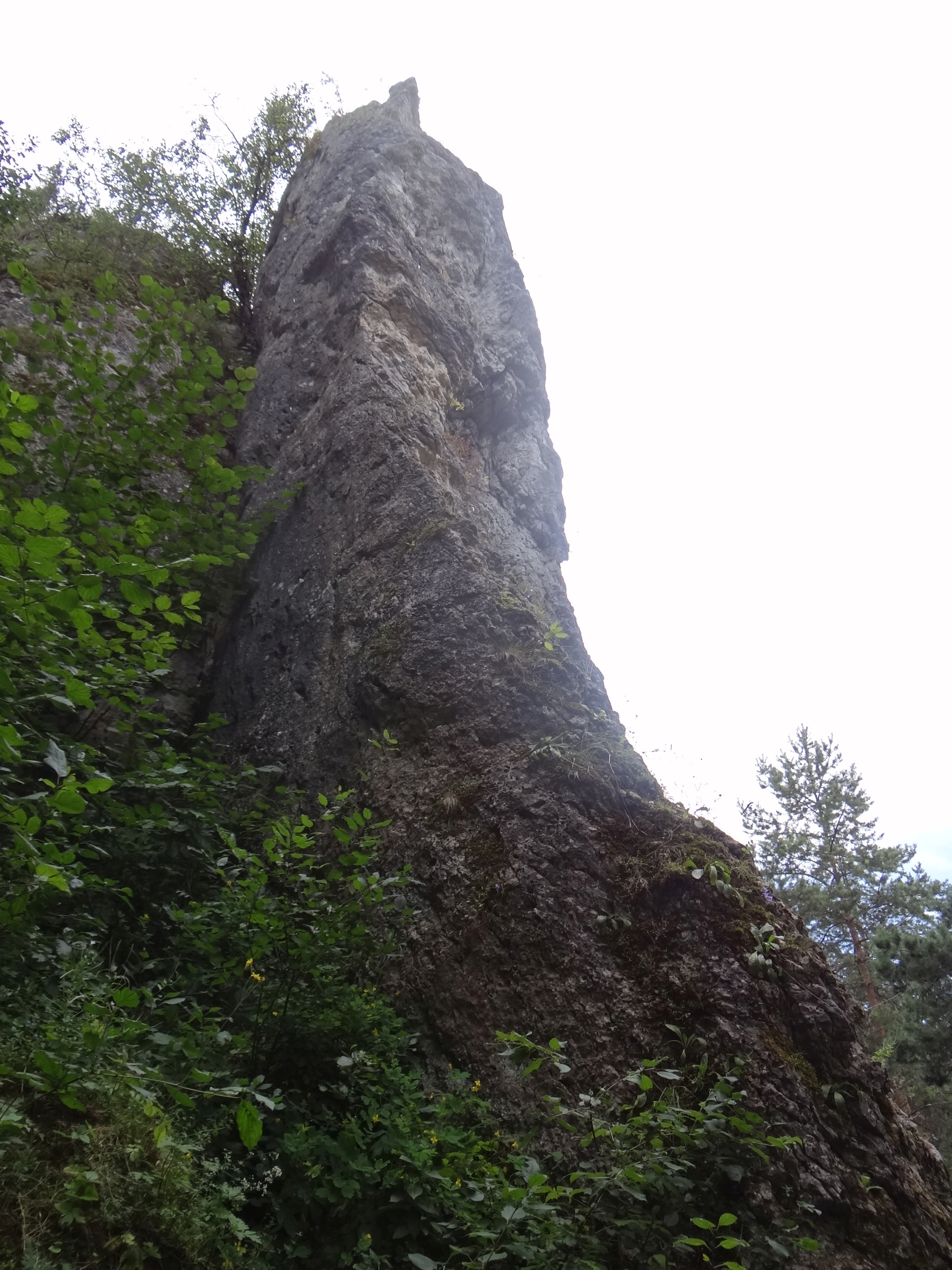
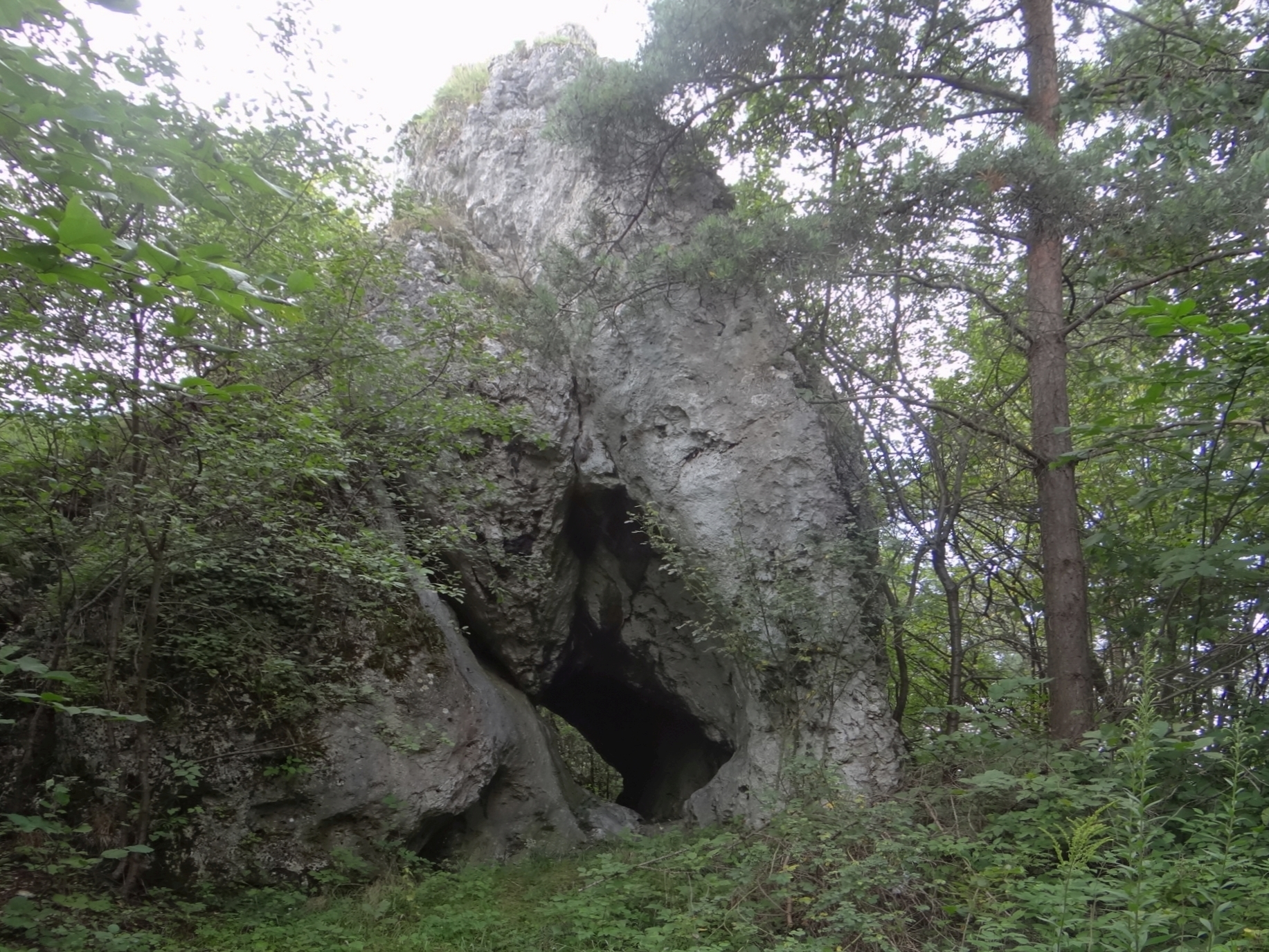

## Drogi wspinaczkowe
Na trzech ze skał Dupnicy uprawiana jest wspinaczka skalna. Pierwszą drogę wspinaczkową (Stara droga) przeszli tu J. Dudała i J. Wiltosiński w latach 70. XX wieku. W 2014 r. P. Rostek przeszedł 7 dróg. Drogi te nie mają nazwy. W 2017 i 2018 roku A. Hałat i G. Rettinger przeszli 8 nowych dróg wspinaczkowych o trudności od V do VI.2 w skali polskiej. Jest też jeden projekt. Zamontowano stałe punkty asekuracyjne: ringi i ringi zjazdowe.

1. A; VI.1, 3r +st
2. B; VI+, 3r +st
3. C; VI.2, 3r +st
4. D; VI.1, 4r +st
5. Projekt
6. F; VI.4+ (?), 5r +st
7. G; VI.2, 3r +st
8. H; VI, 3r +st
9. Stara droga; IV, 3r +st
10. Nie rycz mała, nie rycz; V, 3r +st
11. Rycz mała, rycz; VI.1, 3r +st
12. Nagły atak Grzeska; VI.2, 3r +st
13. Terapia mrówkowa; VI+/1, 3r +st
14. Ślad chemiczny; VI.1+, 3r +st
15. Mrówkowy szlak; VI.2+, 4r +st
16. Początki bywają trudne; VI.3, 4r +st
17. Dylemat; VI.1+, 4r +st
18. Ambaras; VI.2, 4r +st[1].